# Super Ultra
Super Ultra es el segundo mixtape de la cantante británica Charli XCX, publicado el 7 de noviembre de 2012 independientemente. Fue lanzado en línea de forma gratuita en YouTube, SoundCloud y en su sitio web para descargar.

## Antecedentes
Después de lanzar su primer mixtape, Heartbreaks and Earthquakes, Charli XCX continuó trabajando en nueva música mientras se encontraba de gira. Super Ultra, siguiendo los mismos patrones de producción que su predecesor Heartbreaks and Earthquakes, incluye varias versiones y samples a lo largo de todo el mixtape. Otra cosa a destacar es que la introducción del mixtape, "Cloud Aura", se incluiría más adelante en el álbum debut de Charli con una gran discográfica, True Romance.
Charli escribió la mayor parte del mixtape mientras conducía por Polonia, describiendo la experiencia como "intensa", ya que solo estuvo allí durante dos días, por lo que todo fue "totalmente crudo". Además, comentó que estaba en un estado emocional muy intenso cuando escribió el mixtape, aunque las canciones no lo reflejan necesariamente: "Lloré mucho mientras hacía este mixtape, lo cual es curioso porque algunas canciones parecen bastante ligeras y un poco... no sé... gánster."

## Producción y Estilo
El mixtape fue producido en colaboración con varios productores, destacando la contribución de J£ZUS MILLION, quien actuó como productor ejecutivo. El estilo de Super Ultra se caracteriza por un synthpop y elementos de la música underground, reflejando la versatilidad y creatividad de Charli XCX como artista. Las influencias de la música electrónica y los sonidos oscuros crean una atmósfera distintiva que marca una evolución respecto a sus trabajos anteriores.
En una nota hablando sobre el mixtape, Charli comentó: "Todas las canciones tratan sobre el amor. A veces es un amor tonto y otras veces es un amor desgarrador. Trata sobre estar confundido. [...] Para mí, todas son canciones tristes de alguna manera. Algunas canciones fueron inspiradas por momentos en películas [...] Supongo que eso es solo algo personal. No quiero que la gente se sienta triste cuando escuchen SUPER ULTRA... Quiero que sean felices y que bailen. Nadie baila en esta ciudad ya."

## Lista de canciones
| N.º   | Título                          | Escritor(es)                          | Productor(es)                                    | Duración |  |
| 1.    | «Cloud Aura» (con Brooke Candy) | Charlotte Aitchison Brooke Candy      | J£ZUS MILLION                                    | 2:45     |  |
| 2.    | «Moments In Love»               | Charlotte Aitchison                   | Art of Noise                                     | 1:40     |  |
| 3.    | «Velvet Dreaming (Luv)»         | Charlotte Aitchison                   | Giraffage                                        | 3:35     |  |
| 4.    | «Dance 4 U»                     | Charlotte Aitchison                   | Sinjin Hawke                                     | 4:45     |  |
| 5.    | «Glow»                          | Charlotte Aitchison                   | Baths                                            | 2:55     |  |
| 6.    | «Heatwave»                      | How to Dress Well Charlotte Aitchison | Jackson                                          | 2:13     |  |
| 7.    | «Cloud Nites (Remix)»           | Charlotte Aitchison Brooke Candy      | How to Dress Well Forest Swords Rodaidh McDonald | 3:36     |  |
| 8.    | «Forgiveness»                   | Charlotte Aitchison                   | Jakwob                                           | 3:35     |  |
| 25:04 |                                 |                                       |                                                  |          |  |

Notas
- "Cloud Aura" cuenta con la colaboración de Brooke Candy, destacando la tendencia de Charli XCX a colaborar con otros artistas.
- "Cloud Nites (Remix)" es una remezcla de una canción original de How to Dress Well.

## Impacto y Legado
Aunque Super Ultra no fue un lanzamiento comercial, su impacto en la carrera de Charli XCX fue significativo. Demostró su capacidad para experimentar y colaborar con otros artistas, lo que le permitió ganar una mayor visibilidad y reconocimiento en la industria musical. Este mixtape ayudó a cimentar su reputación como una artista versátil y vanguardista, preparándola para el éxito de su posterior álbum True Romance.

## Recepción
El mixtape recibió críticas mixtas a positivas tanto de los críticos como del público, obteniendo una puntuación de 70 en Album Of The Year. Pitchfork le otorgó una calificación de 5/10, describiéndolo como "un experimento interesante, aunque no siempre exitoso". Consequence of Sound le dio una calificación de C-, diciendo: "Super Ultra es un golpe de molly recubierto de caramelo, una explosión emocional que dilata las pupilas, un estallido desconcertante de alma extraña al estilo de Grimes. [...] Charli XCX no es para los débiles de corazón o aquellos que temen la emoción."

## Impacto y Legado
Aunque Super Ultra no fue un lanzamiento comercial, su impacto en la carrera de Charli XCX fue significativo. Demostró su capacidad para experimentar y colaborar con otros artistas, lo que le permitió ganar una mayor visibilidad y reconocimiento en la industria musical. Este mixtape ayudó a cimentar su reputación como una artista versátil y vanguardista, preparándola para el éxito de su posterior álbum True Romance.